# Dana Scallon

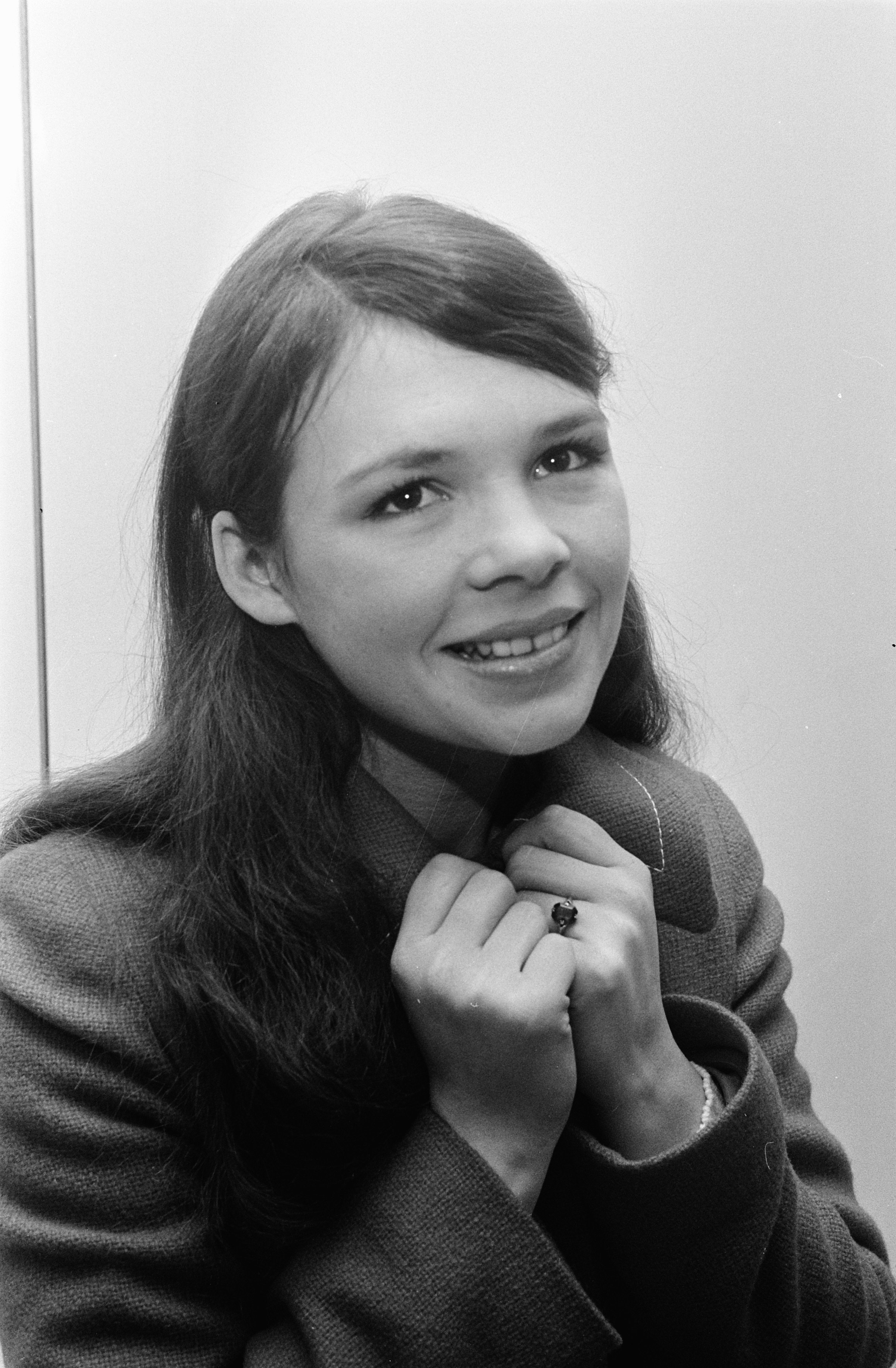
Dana in 1970

Dana Rosemary Scallon, geboren als Rosemary Brown, vooral bekend onder haar artiestennaam Dana, (Londen, 30 augustus 1951) is een Ierse zangeres die later onafhankelijk politica werd.

## Levensloop
In 1970 deed ze voor Ierland mee aan het Eurovisiesongfestival met het lied All kinds of everything, en boekte daarmee de eerste Ierse overwinning in voornoemde liedjeswedstrijd. Hierna had ze een aantal hits in de Ierse, Britse en Nederlandse hitparades. Haar kerstsong It's gonna be a cold cold Christmas (1975) is een evergreen geworden.
Onder druk van haar platenmaatschappij GTO Records maakte ze het album Lovesongs and fairytales. Hierop zijn veel covers te vinden. All my loving, I'm not in love en There's a kind of hush zijn enkele voorbeelden.
Ze oogstte veel succes met haar album, met de hits Fairytale en I love how you love me. Dit zou haar doorbraak moeten worden, maar stemproblemen verhinderden dit. In 1978 verliep haar overeenkomst met GTO Records. Hierdoor kwam er geen nieuwe plaat.
Omdat ze erg religieus is, werd ze bekender door het zingen van religieuze liederen, zoals Totus Tuus ter gelegenheid van het bezoek van Paus Johannes Paulus II aan Ierland in 1979.
In de jaren 80 verhuisde ze met haar echtgenoot Damien en hun gezin naar de Verenigde Staten, waar ze lange tijd voor een christelijke radio- en televisiezender werkte.
Ze kwam in 1997 terug naar Ierland, waar ze zich kandidaat stelde in de verkiezingen voor President van Ierland. Alhoewel ze een onafhankelijke kandidaat was zonder een politieke organisatie achter zich, behaalde ze een verdienstelijke derde plaats en eindigde hiermee voor de kandidaat van de Labour Party. Ze stelde zich in 1999 kandidaat voor een zetel in het Europees Parlement voor het Connacht-Ulster-electoraat en werd verkozen.
Ze associeerde zich met geen enkele politieke partij, en voerde campagne op basis van de gezinswaarden. Ze profileerde zich met name door felle tegenstand tegen abortus. In 1999 stelde de Ierse overheid voor om beperkingen op abortussen in te stellen. Door haar tegenstand hiertegen verloor ze een gedeelte van de steun van haar achterban. Haar opvatting was dat deze wijziging niet voldoende antiabortus was, maar op dit punt verschilde ze van mening met de Pro-Life-beweging in Ierland, de grote politieke partijen en de Rooms-Katholieke Kerk.
In 2002 deed ze opnieuw mee aan de algemene verkiezingen in Ierland, wederom als onafhankelijk kandidaat. Het zware verlies dat ze daarbij leed, werd beschouwd als straf voor haar standpunten in het abortusreferendum.
Eind 2004 wilde Dana opnieuw een gooi doen naar het Ierse presidentschap, maar ze vergaarde dit keer niet het aantal vereiste nominaties.

## Discografie

### Albums
| Album met eventuele hitnotering(en) in de Nederlandse Album Top 100 | Datum van verschijnen | Datum van binnenkomst | Hoogste positie | Aantal weken | Opmerkingen |
| ------------------------------------------------------------------- | --------------------- | --------------------- | --------------- | ------------ | ----------- |
| Lovesongs and fairytales                                            |                       | 9-4-1977              | 34              | 5            |             |

### Singles
| Single met eventuele hitnotering(en) in de Nederlandse Top 40 | Datum van verschijnen | Datum van binnenkomst | Hoogste positie | Aantal weken | Opmerkingen |
| ------------------------------------------------------------- | --------------------- | --------------------- | --------------- | ------------ | ----------- |
| All kinds of everything                                       |                       | 11-4-1970             | 2               | 8            |             |
| Who put the lights out                                        |                       | 20-3-1971             | tip             |              |             |
| Fairytale                                                     |                       | 5-3-1977              | 5               | 8            |             |
| I love how you love me                                        |                       | 4-6-1977              | 30              | 4            |             |

### NPO Radio 2 Top 2000
| Nummer met noteringen in de NPO Radio 2 Top 2000 | '99  | '00  | '01  | '02 | '03  | '04 | '05  |
| ------------------------------------------------ | ---- | ---- | ---- | --- | ---- | --- | ---- |
| All Kinds of Everything                          | 1332 | 1202 | 1661 | -   | 1908 | -   | 1985 |

1. ↑  Een '-' betekent dat het nummer niet was genoteerd en een vetgedrukt getal geeft de hoogste notering aan.
2. ↑  Deze tabel is bijgewerkt tot en met de laatste editie (2024).

1965: Butch Moore · 
1966: Dickie Rock · 
1967: Sean Dunphy · 
1968: Pat McGeegan · 
1969: Muriel Day · 
1970: Dana · 
1971: Angela Farrell · 
1972: Sandie Jones · 
1973: Maxi · 
1974: Tina Reynolds · 
1975: The Swarbriggs · 
1976: Red Hurley · 
1977: The Swarbriggs Plus Two · 
1978: Colm Wilkinson · 
1979: Cathal Dunne · 
1980: Johnny Logan · 
1981: Sheeba · 
1982: The Duskeys · 
1984: Linda Martin · 
1985: Maria Christian · 
1986: Luv Bug · 
1987: Johnny Logan · 
1988: Jump the Gun · 
1989: Kiev Connolly & The Missing Passengers · 
1990: Liam Reilly · 
1991: Kim Jackson · 
1992: Linda Martin · 
1993: Niamh Kavanagh · 
1994: Paul Harrington & Charlie McGettigan · 
1995: Eddie Friel · 
1996: Eimear Quinn · 
1997: Marc Roberts · 
1998: Dawn Martin · 
1999: The Mullans · 
2000: Eamonn Toal · 
2001: Gary O'Shaughnessy · 
2003: Mickey Harte · 
2004: Chris Doran · 
2005: Donna & Joe · 
2006: Brian Kennedy · 
2007: Dervish · 
2008: Dustin the Turkey · 
2009: Sinéad Mulvey & Black Daisy · 
2010: Niamh Kavanagh · 
2011: Jedward · 
2012: Jedward · 
2013: Ryan Dolan · 
2014: Can-linn feat. Kasey Smith · 
2015: Molly Sterling · 
2016: Nicky Byrne · 
2017: Brendan Murray · 
2018: Ryan O'Shaughnessy · 
2019: Sarah McTernan · 
2021: Lesley Roy · 
2022: Brooke · 
2023: Wild Youth · 
2024: Bambie Thug · 
2025: Emmy
1956: Lys Assia · 
1957: Corry Brokken · 
1958: André Claveau · 
1959: Teddy Scholten · 
1960: Jacqueline Boyer · 
1961: Jean-Claude Pascal · 
1962: Isabelle Aubret · 
1963: Grethe & Jørgen Ingmann · 
1964: Gigliola Cinquetti · 
1965: France Gall · 
1966: Udo Jürgens · 
1967: Sandie Shaw · 
1968: Massiel · 
1969: Frida Boccara, Lenny Kuhr, Salomé, Lulu · 
1970: Dana · 
1971: Séverine · 
1972: Vicky Leandros · 
1973: Anne-Marie David · 
1974: ABBA · 
1975: Teach-In · 
1976: Brotherhood of Man · 
1977: Marie Myriam · 
1978: Izhar Cohen & The Alphabeta · 
1979: Gali Atari & Milk & Honey · 
1980: Johnny Logan · 
1981: Bucks Fizz · 
1982: Nicole · 
1983: Corinne Hermès · 
1984: Herreys · 
1985: Bobbysocks · 
1986: Sandra Kim · 
1987: Johnny Logan · 
1988: Céline Dion · 
1989: Riva · 
1990: Toto Cutugno · 
1991: Carola Häggkvist · 
1992: Linda Martin · 
1993: Niamh Kavanagh · 
1994: Paul Harrington & Charlie McGettigan · 
1995: Secret Garden · 
1996: Eimear Quinn · 
1997: Katrina & the Waves · 
1998: Dana International · 
1999: Charlotte Nilsson · 
2000: Olsen Brothers · 
2001: Tanel Padar, Dave Benton & 2XL · 
2002: Marie N · 
2003: Sertab Erener · 
2004: Ruslana · 
2005: Elena Paparizou · 
2006: Lordi · 
2007: Marija Šerifović · 
2008: Dima Bilan · 
2009: Alexander Rybak · 
2010: Lena Meyer-Landrut · 
2011: Ell & Nikki · 
2012: Loreen · 
2013: Emmelie de Forest · 
2014: Conchita Wurst · 
2015: Måns Zelmerlöw · 
2016: Jamala · 
2017: Salvador Sobral · 
2018: Netta Barzilai ·
2019: Duncan Laurence ·
2021: Måneskin ·
2022: Kalush Orchestra ·
2023: Loreen ·
2024: Nemo
- Gemeinsame Normdatei: 118904833
- International Standard Name Identifier: 0000 0000 5539 4108
- Library of Congress Control Number: n93106929
- MusicBrainz: e0d70573-a721-489f-8ccb-824fcee4fb51
- SNAC: w6352rt3
- Virtual International Authority File: 60763710
- WorldCat: E39PBJk4GQHgyryPH3JBCrGj4q